# Mala Krsna
Mala Krsna (v srbské cyrilici Мала Крсна) je vesnice ve východní části centrálního Srbska. V roce 2011 měla 1 753 obyvatel. Administrativně spadá pod město Smederevo a pod Podunajský okruh. 
První zmínky o obci pocházejí z 15. století a tehdy nesla název Karagaš.
Představuje důležitou zastávku na železniční trati Bělehrad - Niš. Mala Krsna má i vlastní nádraží; v její blízkosti navíc prochází dálnice, víceméně kopírující zmíněný železniční tah a hlavní silniční tah do Požarevace. Představuje proto významný uzel jak v silniční, tak i železniční dopravě.
Vesnice se nachází v rovinaté krajině, nedaleko od řeky Moravy, na samém severním okraji regionu, známého pod názvem Šumadija. V obci se nachází kromě železničního nádraží ještě i kulturní dům a několik dalších, především sportovních objektů. Kostel v obci je zasvěcen apoštolovi Tomášovi a byl vybudován v nedávné době. Základní škola je pojmenována po srbském obrozenci, Đuri Jakšićovi.
Místní obyvatelstvo se živí především zemědělstvím, neboť okolní krajina je velmi vhodná pro téměř všechny druhy zemědělských aktivit. V blízkosti meandrující řeky Morava se nachází rovněž několik jezer, vhodných k rybolovu. Vesnice na sebe přitáhla pozornost v posledních letech, neboť se v Srbsku rozšířilo povědomí, že některá místa v obci a její blízkosti, tzv. Najdanovy kruhy, léčí různé nemoci. Díky nim byly v obci zbudovány i malé lázně.
Z Malé Krsni pocházel Vlajko Stojiljković, jugoslávský ministr policie v letech 1997 - 2000.